# إموري إس. بغاردوس
إموري إس. بغاردوس (بالإنجليزية: Emory S. Bogardus)‏ هو أستاذ جامعي أمريكي، ولد في 21 فبراير 1882 في بيلفيدير في الولايات المتحدة، وتوفي في 21 أغسطس 1973.